# Roncade
Roncade est une commune italienne de la province de Trévise dans la région Vénétie en Italie.

## Administration
| Période     | Période  | Identité            | Étiquette                                    | Qualité |
| ----------- | -------- | ------------------- | -------------------------------------------- | ------- |
| 27 mai 2019 | En cours | Pieranna Zottarelli | liste civique Roncade a 360° (centre gauche) |         |

### Hameaux
Biancade, Musestre, San Cipriano, Ca'Tron, Vallio

### Communes limitrophes
Casale sul Sile, Meolo, Monastier di Treviso, Quarto d'Altino, San Biagio di Callalta, Silea

## Personnalités liées
- Carlo Menon (1858-1924), industriel fondateur du constructeur automobile Ditta Carlo Menon en 1875, né dans cette ville.
- Giovanni Vendramini (1769-1839), graveur, né dans cette ville.